# Avenida San Juan de Dios
La avenida San Juan de Dios es una de las principales avenidas de la ciudad de Lima, capital del Perú. Es una de las avenidas con más presencia de actividad comercial, en el distrito de Puente Piedra. Se extiende de oeste a este, en los distritos de Puente Piedra y Carabayllo, a lo largo de más de 30 cuadras. En la zona de Carabayllo, es denominada avenida José Saco Rojas.

## Recorrido
Se inicia en la carretera Panamericana Norte. En las primeras cuadras hay tiendas de comercio mayorista; y además se encuentran el Mercado Huamantanga y los supermercados Plaza Vea y Maestro Home Center. En su recorrido se encuentra la Plaza de Armas de San Pedro de Carabayllo y la antigua Zona Monumental de Carabayllo, que fue la primera zona urbana de Lima Norte. En sus últimas cuadras hay restaurantes campestres y finaliza en el centro poblado Huarangal, cerca del Centro Nuclear Óscar Miró Quesada de la Guerra “RACSO”, que posee el único reactor nuclear en Perú, el RP-10.